# 黄沙坨镇
黄沙坨镇，是中华人民共和国辽宁省鞍山市台安县下辖的一个乡镇级行政单位。

## 行政区划
黄沙坨镇下辖以下地区：
下薄村、五间村、宋家村、三界泡村、孙狼洞村、任家村、徐家村、老虎卧子村、潘家村、兀拉村、侯家村、新发村、李家村、大张村、刘家村、金桥村、小龙弯村、鲶鱼泡村、高力房村、黄沙坨村和高家堡村。